# Nihon Gaishi
Le Nihon Gaishi (日本外史) est un livre de Rai San'yō publié en 1827, portant sur l'Histoire du Japon.
C'est un succès de librairie à sa parution; celui-ci est alors le sujet de nombreux commentaires et est même utilisé comme manuel scolaire. Prenant souvent des libertés avec les faits, Rai San'yō y glisse régulièrement des remarques personnelles dans le récit. Le ton est clairement favorable à l'empereur, ce qui fait de l'ouvrage une référence pour les militants politiques qui plus tard dans le siècle vont chercher à renverser le shogun. À ce titre, le livre est interdit dans plusieurs domaines jusqu'à l'ère Meiji.

## Sources